# Стахановський рух

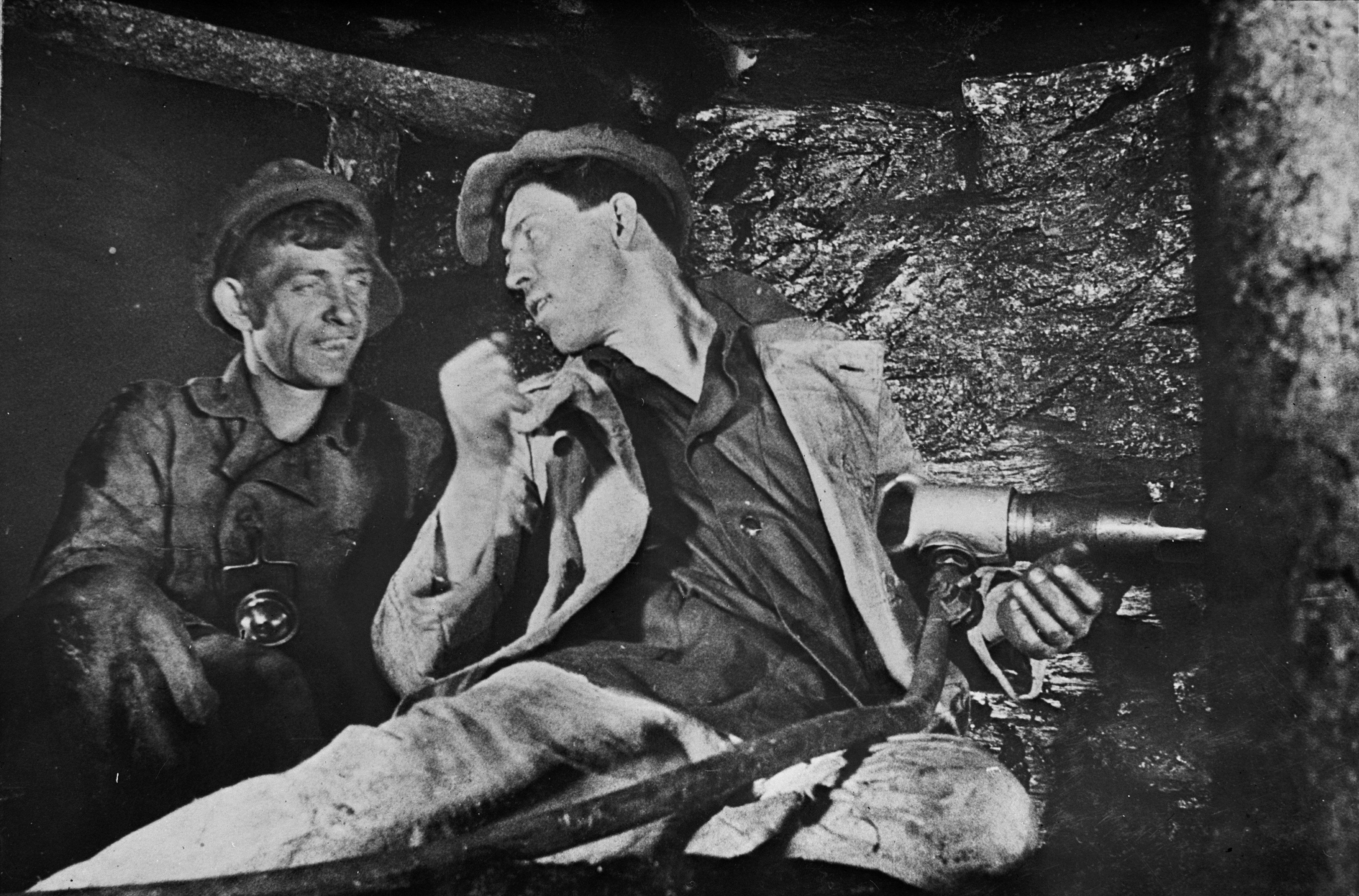
Олексій Григорович Стаханов з помічником

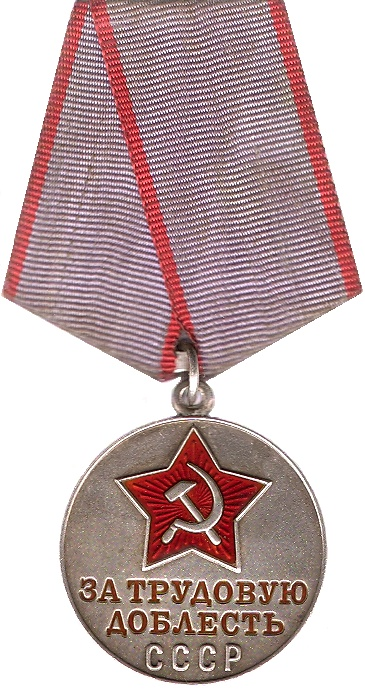
Медаль трудової доблесті

Стаха́новський рух — масовий робітничий рух за підвищення продуктивності праці, досягнення високих виробничих показників.

## Історія
Початок стахановського руху покладено у Донбасі. У ніч на 31 серпня 1935 вибійник кадіївської шахти «Центральна-Ірміне» О.Стаханов протягом зміни видобув 102 т вугілля (норма — 7 т). Весь видобуток записали на рахунок О.Стаханова, не врахувавши роботи кріпильників, які йому допомагали. Власне, і згодом під час встановлення інших рекордів справжнє число гірників не вказувалось, а все видобуте вугілля записували тільки на рахунок вибійника. У вересні 1935 О.Стаханов поновив своє досягнення, видобувши 175 т, а через кілька днів — 227 т.
Спочатку стахановський рух дав поштовх до поліпшення виробничих показників. На шахтах розпочалося змагання вибійників за встановлення абсолютного рекорду. У травні 1937 гірник Микита Ізотов нарубав відбійним молотком з допомогою 12 кріпильників 607 т вугілля. Невдовзі керівна партійна верхівка почала використовувати почин О. Стаханова для роздмухування рекордоманії. Показово, що на шахті імені Сталіна (колишня «Центральна-Ірміне») лише за неповний 1937 зафіксовано тисячі «найрізноманітніших рекордів на всіх видах вугільних робіт», але при цьому шахта виконала лише 70 % встановленого плану. Стахановський рух почали насаджувати в усіх галузях народного господарства. Зокрема, в Україні в жовтні 1936 став відомий стахановськими рекордами М.Мазай, який став зачинателем руху за швидкісне сталеваріння і скоротив тривалість однієї плавки у 1,5 рази (при цьому, за оцінками експертів, мартенівська піч спрацьовувалась удвічі швидше).
Радянська історіографія «досягнення» стахановців традиційно пов'язувала з творчими пошуками, наслідком яких було впровадження у виробництво ефективних організаційних і технічних удосконалень. Справді, частина з них мала раціоналізаторський характер, але переважна більшість суперечила науково-технічним вимогам. Показовий щодо цього почин М. Мазая. Головний інженер заводу ім. Ілліча був проти ризикованих експериментів, тому М.Мазай та його однодумці (начальник мартенівського цеху Снєгов, інженери Чорний і Крилов) звернулись безпосередньо до Г.Орджонікідзе. У телефонній розмові з наркомом Снєгов визнав: «Ми ідемо на технічний ризик. Ми вступаємо в конфлікт з деякими положеннями науки». Г.Орджонікідзе відповів: «Дій сміливо! Наша підтримка вам забезпечена. Країні потрібно багато сталі. А щодо науки, то пам'ятайте: наука — не ікона».
Без необхідної перевірки і технічного обґрунтування черговий почин активно упроваджували у виробництво. Гонитва за тимчасовими успіхами та кампанія навколо окремих рекордів призвели до дезорганізації і кризи металургійного виробництва. Металурги не виконували навіть планових завдань. Досить ризиковані експерименти здійснював на залізничному транспорті П. Кривонос, який, спираючись на «революційну сміливість», підвищив тиск пари у паровозі до 14 атмосфер при граничних допусках за науковими рекомендаціями 12 атмосфер. Завидну наполегливість у «пропиханні» свого методу виявив гірник І.Молостов, пропозиції якого були пов'язані з ризиком обвалів і повністю суперечили правилам техніки безпеки. На водному транспорті стахановський рух очолював Абрам Блідман. 

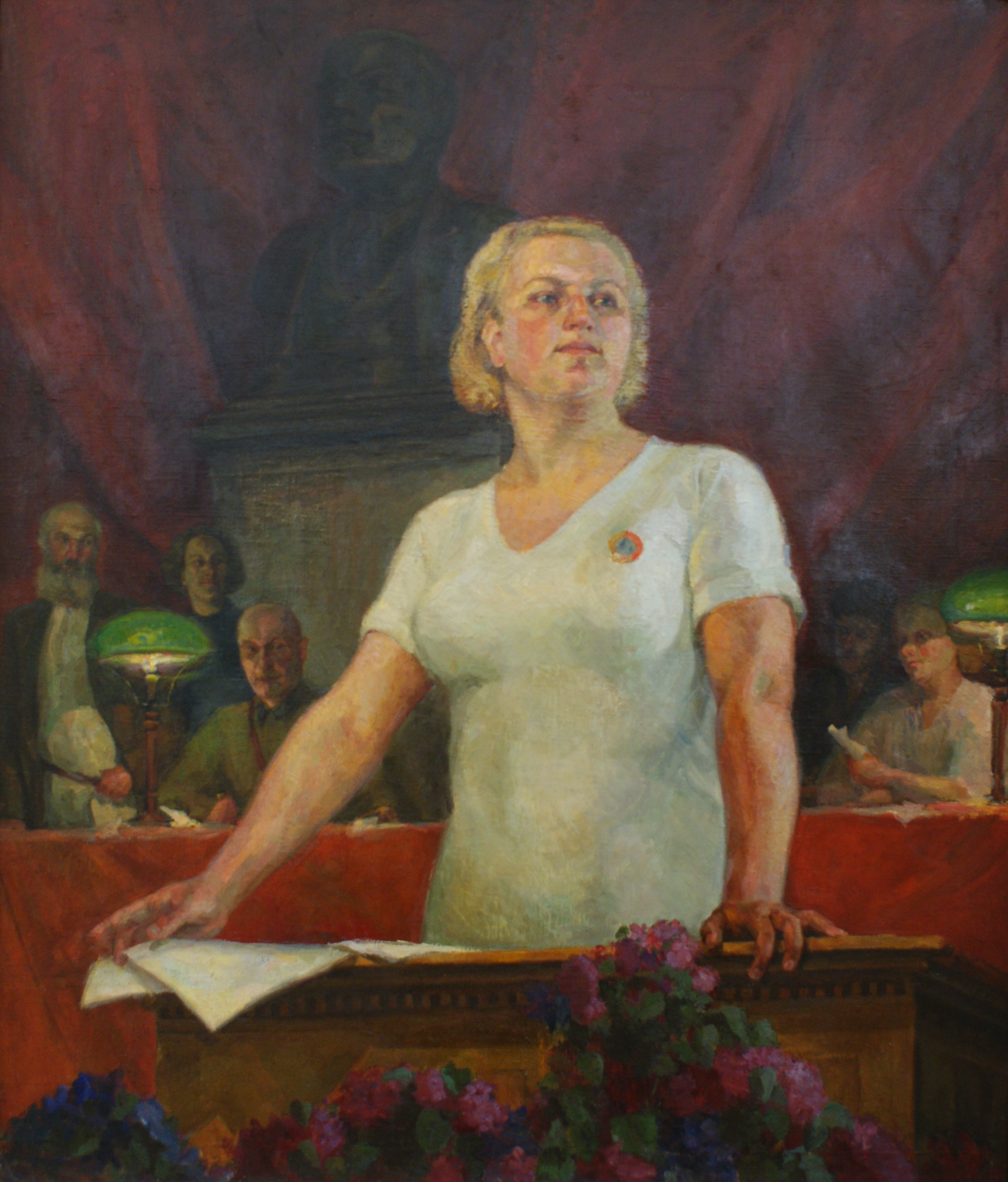
Людмила Ждановська. «Стахановка», 1940 р., НХМ РБ.

Партійні, господарські та громадські організації прагнули надати стахановському руху масового характеру. З цією метою широко застосовувались адміністративно-командні методи, а також різноманітні форми пропагування і узагальнення досвіду новаторів, їх морального і матеріального заохочення. Планувалось перейти від окремих рекордів до стахановської роботи протягом зміни, доби, п'ятиденки, декади, місяця та ін. Успіх таких акцій залежав від рівня попередньої організаційної і матеріально-технічної підготовки. Широкого розповсюдження набула штурмівщина, яка призводила до дезорганізації виробництва, погіршення умов праці, порушення правил техніки безпеки. У 1936 на основі досягнень стахановців суттєво підвищено норми виробітку і планові державні завдання, невиконання яких розглядалося як шкідництво або саботаж. На підприємствах, які не мали достатніх резервів, це призводило до величезного перенапруження людських сил і матеріальних ресурсів, порушення нормального ритму виробничого процесу та наступного значного спаду виробництва. Нормативні документи свідчать, що основним критерієм, на підставі якого визначалося звання стахановця, було перевиконання норм у 2 і більше разів, чого систематично добивались лише деякі робітники. Зокрема, на шахтах Горлівки в грудні 1936 понад дві норми виробили 1800 гірників, але тільки 18 із них, або 1 %, досягли таких успіхів протягом року. Аналогічна ситуація мала місце на ін. підприємствах України, що дає підставу спростувати твердження радянської історіографії про масовий характер стахановського руху.

Провал стахановського руху фактично визнав і Сталін, який на лютнево-березневому (1937) пленумі ЦК ВКП (б) заявив, що внаслідок політичної безпечності «шкідники» у Кузбасі й Донбасі «водили за ніс стахановців, ставили їм палиці в колеса, штучно створювали безліч перепон для їхньої успішної роботи і добились, нарешті, того, що розладили їхню роботу». Повсюдне упровадження стахановських методів було одним із чинників кризових явищ у промисловості, супроводжувалось посиленням експлуатації працівників і масовими репресіями проти інженерно-технічного персоналу та господарників.

## Сучасність
2010 року на вугільних шахтах Донеччини розпочата «Трудова вахта „Дню шахтёра — достойную встречу“ приурочена 75-річчю Стахановського руху». 9 серпня 2010 року забійник шахти «Новодзержинська» міста Торецька Сергій Шемук, наймолодший заслужений шахтар України, за зміну нарубив 170 тон вугілля, перевершивши рекорд Олексія Стаханова 1935 року на 68 тон.